# هیکی ایکولا
هیکی ایکولا (فنلاندی: Heikki Ikola؛ زادهٔ ۹ سپتامبر ۱۹۴۷) ورزشکار دوگانه اهل فنلاند بود.